# Холманка (Перелюбский район)
Холманка — село в Перелюбском районе Саратовской области, в составе сельского поселения Кучумбетовское муниципальное образование.
Население — 214 (2010)

## История
Хутор Холманский (на земле генерала Мартынова) упоминается в Списке населённых мест Самарской губернии, по сведениям за 1889 год. Хутор относился к Кузябаевской волости Николаевского уезда. Население хутора составляло 140 человек. Впоследствии хутор передан Нижне-Покровской волости того же уезда. Согласно переписи 1897 года население хутора Холманка составило 283 жителя
Согласно Списку населённых мест Самарской губернии 1910 года хутор населяли бывшие государственные крестьяне, малороссы, православные, 98 мужчин и 88 женщин.

## Физико-географическая характеристика
Село находится в Заволжье, на правом берегу реки Таловая (приток Камелика). Высота центра населённого пункта - 66 метров над уровнем моря. Почвы: в пойме Таловой - пойменные нейтральные и слабокислые, выше поймы - тёмно-каштановые.
Село расположено в 22 км по прямой южнее районного центра села Перелюб. По автомобильным дорогам расстояние до районного центра составляет 31 км, до областного центра города Саратова - 390 км. 
Часовой пояс
Холманка как и вся Саратовская область, находится в часовой зоне МСК+1. Смещение применяемого времени относительно UTC составляет +4:00.

## Население
Динамика численности населения по годам:
| Годы      | 1889 | 1897 | 1910 | 2002 |
| --------- | ---- | ---- | ---- | ---- |
| Население | 140  | 283  | 186  | 303  |

| 2002 | 2010 |
| ---- | ---- |
| 303  | ↘214 |

Национальный состав
Согласно результатам переписи 2002 года, в национальной структуре населения русские составляли 75 % (из 303 жителей).